# Landkreis Schlüchtern
Der Landkreis Schlüchtern war ein von 1946 bis zur Gebietsreform 1974 bestehender Landkreis in Hessen. Sein Gebiet gehört seitdem zum Main-Kinzig-Kreis. Die Kreisstadt war Schlüchtern.

## Geographie
Der Landkreis grenzte Anfang 1974, im Osten beginnend im Uhrzeigersinn, an die Landkreise Bad Kissingen und Main-Spessart in Bayern sowie an den Landkreis Gelnhausen, den Vogelsbergkreis und den Landkreis Fulda in Hessen.

## Geschichte
Der Kreis Schlüchtern wurde 1821 aufgrund einer kurfürstlichen Verordnung als ein Kreis der kurhessischen Provinz Hanau gebildet. Infolge der Märzrevolution 1848 wurde der Landkreis Schlüchtern am 31. Oktober 1848 aufgelöst und in den neugebildeten Bezirk Hanau eingegliedert. Am 15. September 1851 wurde der alte Kreis wiederhergestellt. 1860/61 wurde dem Landkreis Schlüchtern der bayerische Teil von Züntersbach angegliedert.
Durch die Annexion Kurhessens durch das Königreich Preußen nach dem Preußisch-österreichischen Krieg 1866 wurde der Kreis Schlüchtern preußisch. 1867 wurde er Teil des neuen Regierungsbezirkes Kassel und 1868 der neu gebildeten Provinz Hessen-Nassau. Zum 1. Juli 1944 wurde die preußische Provinz Hessen-Nassau in die neugebildeten Provinzen Kurhessen und Nassau aufgeteilt und dabei wurden die Kreise Gelnhausen, Hanau und Schlüchtern sowie die kreisfreie Stadt Hanau vom Regierungsbezirk Kassel in den Regierungsbezirk Wiesbaden überführt. Im April 1968 wechselte der seit 1946 Landkreis Schlüchtern nach der Auflösung des Regierungsbezirks Wiesbaden in den Regierungsbezirk Darmstadt.
Bis zu den ersten Gemeindefusionen im Jahre 1969 umfasste der Landkreis 46 Gemeinden, darunter die drei Städte Bad Soden, Salmünster und Schlüchtern, sowie den Gutsbezirk Spessart. Im Jahr 1972 änderte sich die Abgrenzung des Landkreises:
- Die Gemeinde Katholisch-Willenroth des Landkreises Gelnhausen wurde am 1. Juli in die Stadt Salmünster im Landkreis Schlüchtern eingegliedert.
- Die Gemeinden Oberkalbach und Uttrichshausen wurden am 1. August in die Gemeinde Kalbach des Landkreises Fulda eingegliedert.
- Die Gemeinde Reinhards wurde am 1. August in die Gemeinde Freiensteinau des Vogelsbergkreises eingegliedert.

Durch eine Reihe von weiteren Gemeindefusionen verringerte sich die Zahl der Gemeinden des Landkreises bis Juni 1974 auf 14.
Im Rahmen der Kreisreform in Hessen ging der Landkreis Schlüchtern am 1. Juli 1974 gemeinsam mit den Landkreisen Hanau und Gelnhausen sowie der kreisfreien Stadt Hanau im Main-Kinzig-Kreis, dem bevölkerungsreichsten Landkreis Hessens, auf. Gleichzeitig fanden zum 1. Juli 1974 noch weitere Eingemeindungen statt, so dass aus dem Altkreis Schlüchtern neben dem Gutsbezirk Spessart letztendlich die Städte Bad Soden-Salmünster und Schlüchtern sowie die Gemeinden Sinntal, Steinau und Züntersbach in den Main-Kinzig-Kreis eintraten.

## Einwohnerentwicklung
| Jahr | Einwohner | Quelle |
| ---- | --------- | ------ |
| 1821 | 17.557    | [ 4 ]  |
| 1871 | 30.626    | [ 5 ]  |
| 1890 | 28.497    | [ 6 ]  |
| 1900 | 28.093    | [ 6 ]  |
| 1910 | 31.964    | [ 6 ]  |
| 1925 | 30.692    | [ 6 ]  |
| 1939 | 31.338    | [ 6 ]  |
| 1950 | 45.533    | [ 6 ]  |
| 1960 | 40.400    | [ 6 ]  |
| 1970 | 44.000    | [ 7 ]  |
| 1973 | 43.600    | [ 8 ]  |

## Politik

### Landräte
| Von  | Bis  | Name                                 |
| ---- | ---- | ------------------------------------ |
| 1821 | 1825 | George Stern                         |
| 1825 | 1829 | Karl Friedrich Giesler               |
| 1829 | 1833 | Wilhelm Henß                         |
| 1834 | 1840 | Heinrich Rudolph Ferdinand Wachs     |
| 1840 | 1845 | Jacob Adrian Wilhelm von Specht      |
| 1847 | 1849 | August Emil Wegner                   |
| 1849 | 1851 | Martin Schlott                       |
| 1851 | 1859 | Karl Friedrich Leopold Cöster        |
| 1860 | 1863 | Heinrich Kramm                       |
| 1863 | 1880 | Hermann Wolff von Gudenberg          |
| 1880 | 1904 | Eugen Albert Heinrich Roth           |
| 1904 | 1906 | Wilhelm zu Solms-Laubach             |
| 1906 | 1916 | Justus Theodor Valentiner            |
| 1916 | 1927 | Bodo von Trott zu Solz               |
| 1927 | 1933 | Friedrich Müller (DDP)               |
| 1933 | 1945 | Adolf von und zu Gilsa (NSDAP)       |
| 1945 | 1946 | Josef Christian Körling (später CDU) |
| 1946 | 1964 | Walter Jansen (CDU)                  |
| 1964 | 1970 | Wolfgang Seibert (CDU)               |
| 1970 | 1974 | Eckhard Momberger (SPD)              |

### Wappen und Flagge

#### Wappen
Das Wappen des Landkreises Schlüchtern ist in ein Mal geteilt und ein Mal gespalten. Heraldisch oben rechts sind auf goldenem Hintergrund drei rote Sparren (für das ehemalige Fürstentum Hanau). Auf der oberen linken Seite befindet sich auf blauem Hintergrund ein neunmal silbern und rot geteilter steigender Löwen (für das ehemalige Kurfürstentum Hessen). Unten rechts ist ein durchgehendes schwarzes Kreuz (für das ehemalige Hochstift Fulda). Der vierte Teil, unten links, ist viermal schrägrechts mit Rot und goldenen Streifen geteilt (für die Standesherren von Hutten).
Das Wappen wurde am 15. April 1935 genehmigt. Gezeichnet wurde das Wappen des Landkreises von Heinz Ritt.

#### Flagge
Am 19. Juni 1956 wurde dem Landkreis Schlüchtern durch das Hessische Innenministerium eine Flagge genehmigt, die wie folgt beschrieben wird:
„Das von Rot und Gold geteilte Flaggentuch zeigt das Wappen das Kreises Schlüchtern, das im gevierten Schild 1. drei rote hanauische Sparren in Gold, 2. den rot-weiß gestreiften hessischen Löwen in Blau, 3. das Schwarze Fuldaer Kreuz in Silber und 4. die beiden Hutt’schen Schrägbalken in Rot darstellt.“

## Gemeinden
Die folgende Liste enthält alle Gemeinden, die dem Landkreis Schlüchtern während seines Bestehens angehörten, sowie die Daten aller Eingemeindungen:
| Gemeinde             | eingemeindet nach              | Datum der Eingemeindung |
| -------------------- | ------------------------------ | ----------------------- |
| Ahl                  | Bad Soden                      | 1. April 1972           |
| Ahlersbach           | Schlüchtern                    | 1. Dezember 1969        |
| Altengronau          | Sinntal                        | 1. Juli 1974            |
| Bad Soden, Stadt     | Bad Soden-Salmünster           | 1. Juli 1974            |
| Bellings             | Steinau                        | 1. Dezember 1969        |
| Breitenbach          | Schlüchtern                    | 1. Dezember 1969        |
| Breunings            | Sterbfritz                     | 1. Dezember 1969        |
| Eckardroth           | Bad Soden                      | 1. April 1972           |
| Elm                  | Schlüchtern                    | 1. Dezember 1969        |
| Gundhelm             | Schlüchtern                    | 1. Dezember 1969        |
| Spessart, Gutsbezirk | zum Main-Kinzig-Kreis          | 1. Juli 1974            |
| Herolz               | Schlüchtern                    | 1. Dezember 1969        |
| Heubach              | Uttrichshausen                 | 31. Dezember 1971       |
| Hintersteinau        | Steinau                        | 1. Juli 1974            |
| Hohenzell            | Schlüchtern                    | 1. Dezember 1969        |
| Hutten               | Schlüchtern                    | 1. Dezember 1969        |
| Jossa                | Sinntal                        | 1. Juli 1974            |
| Kerbersdorf          | Salmünster                     | 1. Dezember 1970        |
| Klosterhöfe          | Schlüchtern                    | 1. Dezember 1969        |
| Kressenbach          | Schlüchtern                    | 31. Dezember 1971       |
| Marborn              | Steinau                        | 1. Dezember 1969        |
| Marjoß               | Steinau                        | 31. Dezember 1971       |
| Mottgers             | Sinntal                        | 1. Juli 1972            |
| Neuengronau          | Altengronau                    | 1. Dezember 1969        |
| Neustall             | Steinau                        | 1. Juli 1974            |
| Niederzell           | Schlüchtern                    | 1. Juli 1974            |
| Oberkalbach          | Kalbach, Landkreis Fulda       | 1. August 1972          |
| Oberzell             | Sinntal                        | 1. Juli 1974            |
| Reinhards            | Freiensteinau, Vogelsbergkreis | 1. August 1972          |
| Romsthal             | Salmünster                     | 1. Dezember 1970        |
| Salmünster, Stadt    | Bad Soden-Salmünster           | 1. Juli 1974            |
| Sannerz              | Sterbfritz                     | 1. Dezember 1969        |
| Sarrod               | Ulmbach                        | 1. April 1972           |
| Schlüchtern, Stadt   | zum Main-Kinzig-Kreis          | 1. Juli 1974            |
| Schwarzenfels        | Sinntal                        | 1. Juli 1972            |
| Seidenroth           | Steinau                        | 1. Dezember 1969        |
| Sinntal              | zum Main-Kinzig-Kreis          | 1. Juli 1974            |
| Steinau              | zum Main-Kinzig-Kreis          | 1. Juli 1974            |
| Sterbfritz           | Sinntal                        | 1. Juli 1974            |
| Uerzell              | Ulmbach                        | 31. Dezember 1971       |
| Ulmbach              | Steinau                        | 1. Juli 1974            |
| Uttrichshausen       | Kalbach, Landkreis Fulda       | 1. August 1972          |
| Vollmerz             | Schlüchtern                    | 1. Dezember 1969        |
| Wahlert              | Bad Soden                      | 1. Dezember 1970        |
| Wallroth             | Schlüchtern                    | 31. Dezember 1971       |
| Weichersbach         | Sinntal                        | 1. Juli 1972            |
| Weiperz              | Sterbfritz                     | 1. Dezember 1969        |
| Züntersbach          | zum Main-Kinzig-Kreis          | 1. Juli 1974            |

## Kfz-Kennzeichen
Am 1. Juli 1956 wurde dem Landkreis bei der Einführung der bis heute gültigen Kfz-Kennzeichen das Unterscheidungszeichen SLÜ zugewiesen. Es wurde bis zum 30. Juni 1974 ausgegeben. Seit dem 2. Januar 2013 ist es aufgrund der Kennzeichenliberalisierung im Main-Kinzig-Kreis mit Ausnahme der Sonderstatusstadt Hanau wieder erhältlich.